# アクティブゲーミングメディア
株式会社アクティブゲーミングメディア（英: Active Gaming Media Inc.）は、大阪府大阪市を拠点に活動する日本のローカライズ会社。コンピュータエンターテインメント協会正会員。
2008年イバイ・アメストイによって設立されたこの企業は、主に世界各国・地域のビデオゲームソフト、漫画、アニメなどのエンタメコンテンツを日本語から多言語に、また多言語から日本語にローカライズするサービスを提供している。
ローカライズのほかにもさまざまな事業を行っており、ゲームのダウンロード販売を行うウェブサイト『PLAYISM』、ゲームメディア『AUTOMATON』の運営や、ゲームやアニメの音声収録、「デバッグ」「マーケティング」「プロモーション」「コミュニティーマネージメント」「カスタマーサポート」「各国のSNS運用」など、コンテンツの海外展開の際に必要なサービスを多くの企業に提供している。

## 概要
日本初のゲームローカライズ専門会社として2008年に設立。ゲーム開発のほか様々なゲーム、アニメやコンテンツのローカライズを主に行う会社である。2009年に大阪に本社を移転し大阪を拠点として業務を行っている。
英語、フランス語、イタリア語、ドイツ語、スペイン語、ポルトガル語、ロシア語などの欧州言語から、中国語、韓国語、タイ語、インドネシア語、ベトナム語といったアジア言語まで世界30ヶ国以上の言語に対応している。
2017年1月の時点でローカライズしたタイトルは2500にのぼり、ビデオゲームのファーストパーティーおよび大手パブリッシャー、開発会社また、出版社や広告代理店との取引がある。
2011年より世界中のインディーゲームをローカライズし国内・海外にパブリッシングする『PLAYISM』ブランドの立ち上げ、2014年よりゲームメディア『AUTOMATON』の運営を開始した。2021年9月から『AUTOMATON』英語版もリリース。
米ゲーム業界誌Gamasutraで「2012年のゲーム業界人50選」ビジネス部門にて、イバイ・アメストイが選出。
大阪の企業を代表して、イバイ・アメストイが2019年11月大阪万博招致の最終プレゼンターとしてパリでスピーチを行った。

## 沿革
- 2008年4月 - 東京に法人を設立
- 2009年8月 - 大阪に本社を移転
- 2011年5月 - インディーゲームパブリッシング事業PLAYISMをスタート
- 2012年7月 - 英語版PLAYISMストアオープン
- 2014年6月 - ゲームメディアAUTOMATONをサイトオープン
- 2021年3月 - PLAYISMサイトリニューアルに伴いストア機能終了
- 2021年8月 - ゲームメディアAUTOMATONの英語版サイトオープン

## 実績
ゲームのローカライズやデバッグを多く手がけ、デジタル漫画やアニメのローカライズも実績も多数ある。
あらゆるプラットフォームのコンソールゲーム機だけでなく、オンラインゲーム、モバイルゲームも手がけている。
主な翻訳作品としては、ドラゴンクエストXI　過ぎ去りし時を求めて S、二ノ国Ⅱ レヴァナントキングダム、No more Heroesシリーズ等々。
| ゲームタイトル                                             | ソース言語 | ターゲット言語 | プラットフォーム                                                                   |
| ---------------------------------------------------------- | ---------- | --- | ---------------------------------------------------------------------------------- |
| MELTY BLOOD: TYPE LUMINA（メルティブラッド：タイプルミナ） | 日本語     | 英語、簡体字、繁体字、 韓国語                                                                                          | PlayStation 4 / Nintendo Switch️ / Xbox One / Steam                                 |
| No More Heroes 3                                           | 英語       | フランス語、イタリア語、ドイツ語、スペイン語、簡体字、繁体字、 韓国語、ブラジルポルトガル語、オランダ語                | Nintendo Switch                                                                    |
| ドラゴンクエストXI 過ぎ去りし時を求めて S                  | 日本語     | 韓国語 | PlayStation 4 / Xbox One / Windows 10 / Steam / Epic Games Store / Nintendo Switch |
| 逆転裁判123 成歩堂セレクション                             | 日本語     | 韓国語、繁体字、簡体字                                                                                                 | PlayStation 4 / Xbox One / Nintendo Switch / Steam                                 |
| EARTH DEFENSE FORCE: IRON RAIN                             | 英語       | フランス語、イタリア語、ドイツ語、スペイン語                                                                           | PlayStation 4                                                                      |
| Travis Strikes Again: No More Heroes                       | 英語       | フランス語、イタリア語、ドイツ語、スペイン語、簡体字、繁体字、 ロシア語、韓国語、ブラジルポルトガル語、英語（LQAのみ） | Nintendo Switch                                                                    |
| 二ノ国Ⅱ レヴァナントキングダム                             | 日本語     | フランス語、イタリア語、ドイツ語、スペイン語、ロシア語、南米スペイン語、英語（LQAのみ）                                | PlayStation 4 / PC                                                                 |
| NieR:Automata / ニーア オートマタ                          | 日本語     | 英語、フランス語、イタリア語、ドイツ語、スペイン語                                                                     | PlayStation 4 / Microsoft Windows                                                  |
| Airtone                                                    | 日本語     | 英語、繁体字、簡体字、韓国語                                                                                           | HTC Vive / Oculus Rift                                                             |
| ヴァルハラナイツ                                           | 英語       | フランス語、スペイン語、イタリア語、ドイツ語                                                                           | Wii                                                                                |
| Hidden Chronicles                                          | 英語       | 日本語 | Facebook                                                                           |
| CastleVille                                                | 英語       | 日本語 | Facebook                                                                           |
| CityVille                                                  | 英語       | 日本語 | Facebook                                                                           |
| デモンズソウル                                             | 日本語     | 英語 | PlayStation 3                                                                      |
| グランツーリスモ                                           | 日本語     | 英語 | PlayStation 3 / PlayStation Portable                                               |
| リトルビッグプラネット                                     | 日本語     | 中国語 | PlayStation 3                                                                      |
| ソウルキャリバーIV                                         | 日本語     | 英語 | PlayStation 3 / Xbox 360                                                           |
| 牧場物語 やすらぎの樹                                      | 英語       | フランス語 | Wii                                                                                |
| 新・王様物語                                               | 日本語     | フランス語、ドイツ語、スペイン語、イタリア語、英語                                                                     | Wii                                                                                |
| PlayStation Home                                           | 日本語     | 英語 | PlayStation 3                                                                      |
| 湾岸ミッドナイト4                                          | 日本語     | 中国語、英語 | アーケード                                                                         |
| Tartaros-タルタロス-                                       | 韓国語     | 日本語 | PC                                                                                 |
| ルーンファクトリー -新牧場物語-                            | 英語       | ドイツ語、フランス語                                                                                                   | ニンテンドーDS                                                                     |
| アーマード・コア3 ポータブル                               | 日本語     | 英語 | PlayStation 3                                                                      |
| 電波人間のRPG                                              | 日本語     | 英語・フランス語・ドイツ語                                                                                             | ニンテンドー3DS                                                                    |
| 1112 エピソード3                                           | フランス語 | 英語・イタリア語・ドイツ語・スペイン語                                                                                 | iOS                                                                                |
| Eufloria                                                   | 日本語     | 英語 | PC / PlayStation 3 / PS Vita / PSM                                                 |

## 主要取引先
- 任天堂株式会社
- 株式会社ソニー・インタラクティブエンタテインメント
- 株式会社カプコン
- 株式会社スクウェア・エニックス
- 株式会社バンダイナムコエンターテインメント
- 株式会社ディー・エヌ・エー
- グリー株式会社
- 株式会社サイバーエージェント
- 株式会社グラスホッパー・マニファクチュア
- 株式会社マーベラス
- 株式会社セガ
- 株式会社レベルファイブ
- ポールトゥウィン株式会社
- 株式会社電通
- 株式会社KADOKAWA